# S/Pazza Napoli
S/Pazza Napoli è un libro fotografico che racconta la proverbiale vitalità umoristica del popolo napoletano, realizzato da Sergio Assisi e Dario Assisi, fotografo e professore di pittura, con la collaborazione di Domenico Raio, giornalista e scrittore, che ne ha curato i testi.

## Il libro
L'immagine di un foglio attaccato al vetro di un'automobile sul quale si legge: Non scassatemi il vetro, perché lo stereo già se lo sono fottuto! Così comincia la prima guida umoristica di Napoli.
Il libro raccoglie circa 200 foto, scattate nell'arco di un ventennio (1988-2008) dai fratelli Assisi. Un omaggio all'estro e all'ironia dei napoletani, alle prese con le beghe della vita, e alle contraddizioni e le stranezze della città di Napoli; da qui il titolo S/Pazza Napoli. La lettera S, posta in aggiunta, sta ad indicare l'intento e il tentativo degli autori di ripulire Napoli dall'immagine negativa delle cronache, evidenziando attraverso scatti surreali e dissacranti come il popolo napoletano riesca a superare le grandi e piccole difficoltà con l'innato genio umoristico e l'arte dell'arrangiarsi.

## Vendite
Edito da Arnoldo Mondadori Editore, nelle librerie dall'8 aprile del 2008, il libro ha registrato un buon successo di vendite.

## Edizioni
- Sergio Assisi, Dario Assisi, Domenico Raio, S/Pazza Napoli, Arnoldo Mondadori Editore, 2008.